# Egbert Hirschfelder
Egbert Hirschfelder (* 13. Juli 1942 in Berlin; † 31. Mai 2022 ebenda) war ein deutscher Ruderer. Er war zweimal Mitglied der deutschen Olympiamannschaft. Bei den Olympischen Spielen 1964 in Tokio gewann er Gold im Vierer mit Steuermann zusammen mit seinen damaligen Teamkollegen Peter Neusel, Bernhard Britting, Joachim Werner, und Steuermann Jürgen Oelke (alle Berliner Ruder-Club). Trainiert wurde die Mannschaft damals von Walter Volle, der bei den Olympischen Spielen 1936 in Berlin als Ruderer ebenfalls Gold im Vierer mit Steuermann gewonnen hatte. Auch bei den Olympischen Spielen 1968 in Mexiko errang Egbert Hirschfelder eine Goldmedaille, diesmal jedoch im Achter und für den Ratzeburger Ruderclub. Trainiert wurde dieser Deutschland-Achter damals von Karl Adam und Hans Lenk.
Die Mannschaft des Deutschland-Achters von 1968 hat zur Eröffnung der Olympischen Spiele 1972 in München die olympische Fahne in das Stadion getragen. Egbert Hirschfelder hat sie gehisst.
Für seinen sportlichen Erfolg wurde ihm am 27. November 1968 das Silberne Lorbeerblatt verliehen.